# ウェルギリウスの死
『ウェルギリウスの死』（独：Der Tod des Vergil）は、ヘルマン・ブロッホの小説。1945年刊。古代ローマを代表する詩人ウェルギリウスの死の直前の18時間を、ジョイスの影響を受けた意識の流れの手法を織り交ぜた重層的、複合的な文体で描き出した長編小説である。
全編は四大元素に基づく4つの表題に分けられており、ウェルギリウスを視点人物とした3人称の文体で書かれている。「第1章 水―到着」では、ギリシャへの見聞旅行の中途で熱病に侵されたウェルギリウスが、舟でブルリンディシウムの港に運ばれ、輿に移されて王宮へ連れてゆかれるまでを描く。その間に彼は様々な回想や考察にふけるとともに、周囲の民衆たちの猥雑な会話が聞こえてくる。王宮の客間では廷臣が少年リュサニアスを連れてきて、ウェルギリウスは彼と詩の道について対話を行う。「第2章 火―降下」ではベッドに臥せったウェルギリウスの心理描写や考察が中心となり、彼は熱にうかされ眠れない夜を過ごしながら、アエネアス、オルフェウスに導かれて黄泉の国を幻視する。部屋にいたリュサニアスとの対話を経て、彼は未完に終わった畢生の大作『アエネーイス』を焼く決意をする。「第3章 地―期待」では、朝、目覚めたウェルギリウスが友人のプロティウス、ルキウスに原稿の焼却を頼むが、彼らとの対話、続く皇帝アウグストゥスとの対話を経て考えを翻し、時の判決にゆだねることに決める。「第4章 風―帰郷」では、死の床にあるウェルギリウスに自他の区別がなくなり、彼は動物や植物となった自分を体感しながら死ぬ。彼はリュサニアスの漕ぐ小船に載せられ「言葉の彼方」へ漂ってゆく。
本作はもともと、ラジオ放送の朗読のためのごく短い作品として書かれたものであった。1938年、ユダヤ人であったブロッホは、ナチスによるオーストリア併合に際し、ゲシュタポによって捉えられて投獄された。収容所で5週間を過ごしたブロッホは、ジョイスらの尽力により処刑は免れたが、このときの精神的な「死の準備」の経験が作中の死の床のイメージに反映されることとなった。獄中でも書き継がれた『ウェルギリウスの死』は、ブロッホがトーマス・マンらの協力を得てアメリカに亡命したのちの1945年、ドイツ語と英語で同時出版され、特にアメリカのインテリ層の間に大きな反響を起した。